# Siwoszek błękitny
Siwoszek błękitny (Oedipoda caerulescens) – gatunek leśnego owada prostoskrzydłego z rodziny szarańczowatych (Acrididae) o palearktycznym zasięgu występowania. Spotykany jest w lasach sosnowych Europy, północnej Afryki i Azji Mniejszej. W Polsce jest gatunkiem pospolitym, rozprzestrzenionym na terenie całego kraju, z wyjątkiem Kotliny Nowotarskiej, Pienin i Tatr. 

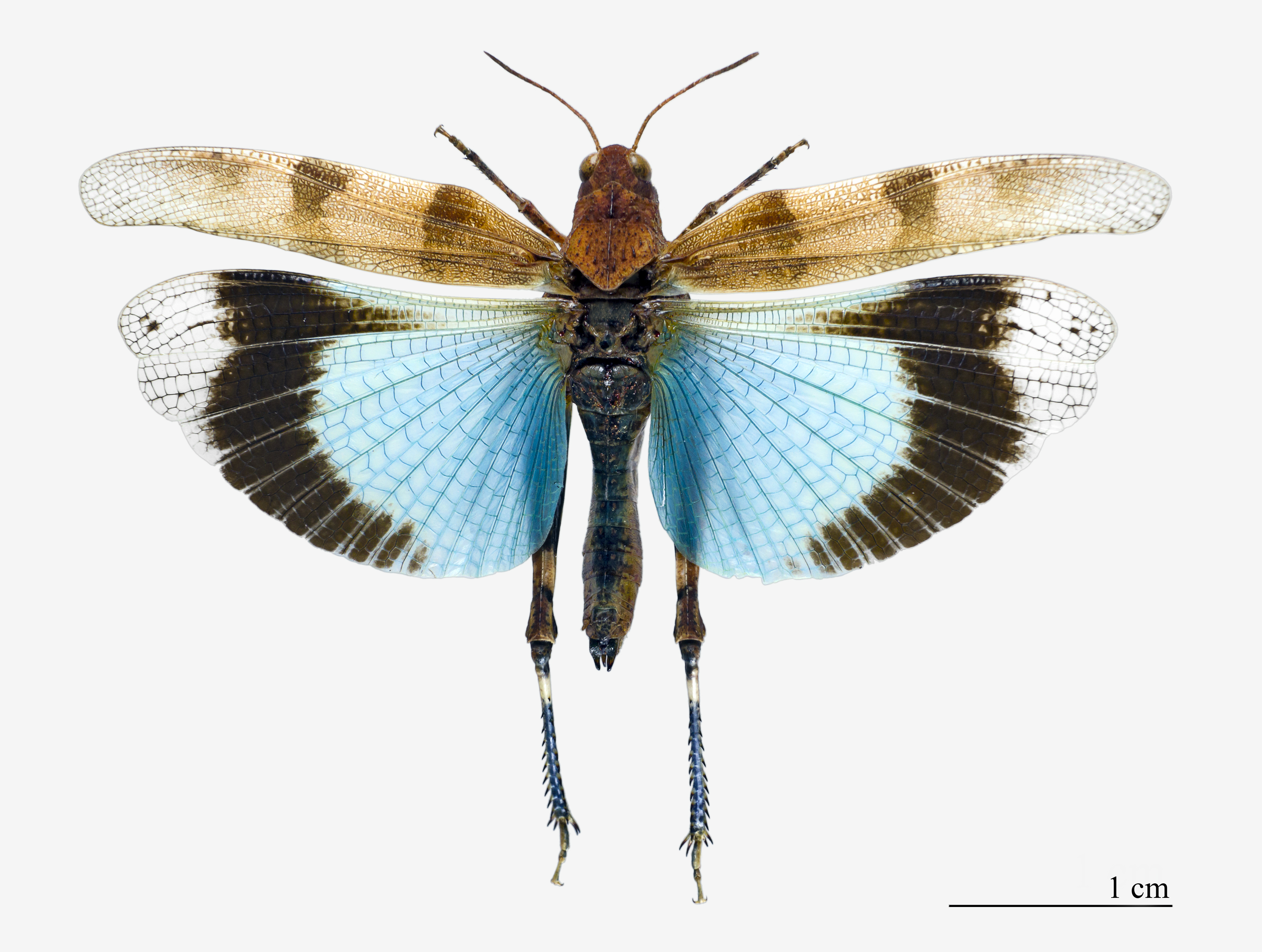
Skrzydła

Jest to szarańczak barwy szarej, żółtej lub brązowej, o niebieskawych skrzydłach. Długość 15–28 mm. Ubarwienie ciała i pokryw zlewa się z otoczeniem, zaniepokojony skacze i ujawnia jaskrawą barwę spodnich skrzydeł.
Występuje od lipca do września. Zasiedla suche, dobrze nasłonecznione miejsca. Żywi się trawami.